# Liga Premier de Rusia 2003
La Liga Premier 2003 fue la 12.ª edición de la Liga Premier de Rusia. Inició el 15 de marzo y finalizó el 1° de noviembre de 2003. El campeón fue el club del Ejército Ruso: el CSKA Moscú, que consiguió su primer título de liga rusa.
Los dieciséis clubes en competencia disputaron dos ruedas con un total de 30 partidos disputados por club, al final de la temporada, los dos últimos clasificados son relegados y sustituidos por el campeón y subcampeón de la Primera División de Rusia, la segunda categoría de Rusia.

## Equipos
Los clubes Anzhí Majachkalá y FC Sokol Saratov, descendidos la temporada anterior, son reemplazados para este campeonato por los dos clubes ascendidos, el Rubin Kazán que debuta en Liga Premier, y el segundo clasificado, el Chernomorets Novorossiysk, que vuelve a la máxima categoría tras una temporada en la segunda serie.

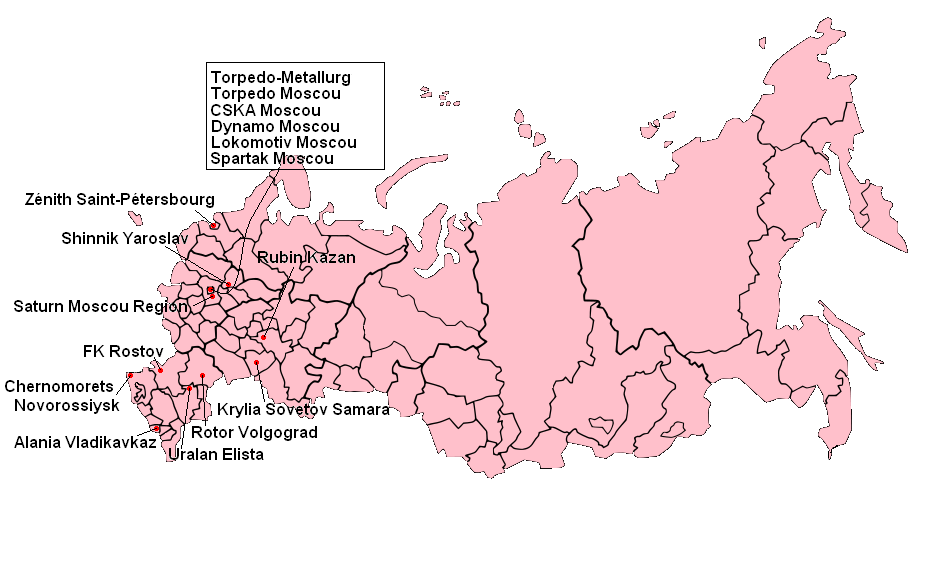
Localización de clubes de la Liga Premier 2003.

| Club                      | Ciudad          | Estadio             | Capacidad |
| ------------------------- | --------------- | ------------------- | --------- |
| Alania Vladikavkaz        | Vladikavkaz     | Republicano Spartak | 32.600    |
| Chernomorets Novorossiysk | Novorosíisk     | Central Novorosíisk | 13.000    |
| CSKA Moscú                | Moscú           | Olímpico Luzhnikí   | 84.745    |
| Dinamo Moscú              | Moscú           | Estadio Dinamo      | 36.540    |
| Krylia Sovetov Samara     | Samara          | Estadio Metallurg   | 33.220    |
| Lokomotiv Moscú           | Moscú           | Estadio Lokomotiv   | 28.800    |
| FK Rostov                 | Rostov del Don  | Olimp - 2           | 15.600    |
| Rotor Volgogrado          | Volgogrado      | Central Volgogrado  | 32.120    |
| Rubin Kazán               | Kazán           | Central Kazán       | 30.133    |
| Saturn Rámenskoye         | Rámenskoye      | Estadio Saturn      | 16.726    |
| Shinnik Yaroslavl         | Yaroslavl       | Estadio Shinnik     | 19.000    |
| Spartak Moscú             | Moscú           | Olímpico Luzhnikí   | 84.745    |
| Torpedo-Metallurg         | Moscú           | Eduard Streltsov    | 13.422    |
| Torpedo Moscú             | Moscú           | Olímpico Luzhnikí   | 84.745    |
| Uralan Elista             | Elista          | Estadio Uralan      | 15.200    |
| Zenit San Petersburgo     | San Petersburgo | Estadio Petrovsky   | 21.745    |

## Tabla de posiciones
- Al final de la temporada, el campeón clasifica a la Liga de Campeones de la UEFA 2004-05. Mientras que el segundo y tercer lugar en el campeonato clasifican a la Copa de la UEFA 2004-05, el campeón de la Copa de Rusia clasifica a la Copa Intertoto.

|           |     | Equipo                 | PJ | PG | PE | PP | GF | GC | DG  | PTS |
| --------- | --- | ---------------------- | -- | -- | -- | -- | -- | -- | --- | --- |
|           | 1.  | CSKA Moscú             | 30 | 17 | 8  | 5  | 56 | 32 | +24 | 59  |
|           | 2.  | Zenit San Petersburgo  | 30 | 16 | 8  | 6  | 48 | 32 | +16 | 56  |
|           | 3.  | Rubin Kazán (A)        | 30 | 15 | 8  | 7  | 44 | 29 | +15 | 53  |
|           | 4.  | Lokomotiv Moscú        | 30 | 15 | 7  | 8  | 54 | 33 | +21 | 52  |
|           | 5.  | Shinnik Yaroslavl      | 30 | 12 | 11 | 7  | 43 | 34 | +9  | 47  |
|           | 6.  | Dinamo Moscú           | 30 | 12 | 10 | 8  | 42 | 29 | +13 | 46  |
|           | 7.  | Saturn Rámenskoye      | 30 | 12 | 9  | 9  | 40 | 37 | +3  | 45  |
|           | 8.  | Torpedo Moscú          | 30 | 11 | 10 | 9  | 42 | 38 | +4  | 43  |
|           | 9.  | Krylia Sovetov Samara  | 30 | 11 | 9  | 10 | 38 | 33 | +5  | 42  |
|           | 10. | Spartak Moscú (C)      | 30 | 10 | 6  | 14 | 38 | 48 | –10 | 36  |
|           | 11. | FK Rostov              | 30 | 8  | 10 | 12 | 30 | 42 | –12 | 34  |
|           | 12. | Rotor Volgogrado       | 30 | 9  | 5  | 16 | 33 | 44 | –11 | 32  |
|           | 13. | Alania Vladikavkaz     | 30 | 9  | 4  | 17 | 23 | 43 | –20 | 31  |
|           | 14. | Torpedo Metallurg      | 30 | 8  | 5  | 17 | 25 | 39 | –14 | 29  |
| Descendió | 15. | Uralan Elista          | 30 | 6  | 10 | 14 | 23 | 47 | –24 | 28  |
| Descendió | 16. | Cher. Novorossiysk (A) | 30 | 6  | 6  | 18 | 30 | 49 | –19 | 24  |

- (C) Campeón de la Copa de Rusia.
- (A) Club ascendido la temporada anterior.

|  | Campeón y clasificado para la Liga de Campeones de la UEFA 2004-05 |
|  | Clasificado para la Copa de la UEFA 2004-05                        |
|  | Clasificado para la Copa Intertoto de la UEFA 2004                 |
|  | Descendido a la Primera División 2004                              |

| Rusia                        |
| Campeón CSKA Moscú 1° título |

## Máximos goleadores
| Jugador             | Club                  | Goles |
| ------------------- | --------------------- | ----- |
| Dmitri Loskov       | Lokomotiv Moscú       | 14    |
| Aleksandr Kerzhakov | Zenit San Petersburgo | 13    |
| Valeri Yésipov      | Rotor Volgogrado      | 13    |
| Alekséi Medvédev    | Saturn Rámenskoye     | 11    |
| Roni                | Rubin Kazán           | 11    |
| Román Pavliuchenko  | Spartak Moscú         | 10    |
| Yegor Titov         | Spartak Moscú         | 9     |
| Dmitri Bulykin      | Dinamo Moscú          | 9     |
| Andréi Kariaka      | Krylia Sovetov Samara | 9     |
| Martin Kushev       | Shinnik Yaroslavl     | 9     |
| Rolán Gúsev         | CSKA Moscú            | 9     |
| Andréi Tíjonov      | Krylia Sovetov Samara | 9     |